# Canestra di frutta
La canestra di frutta è un dipinto realizzato da Caravaggio tra il 1597 e il 1600; è conservato nella Pinacoteca Ambrosiana di Milano. 
È considerato uno dei primi dipinti del genere della natura morta. L'opera sintetizza diverse esperienze, quella tardo manierista interessata ai grandi apparati naturali e dall'altro lato, nell'assolutezza della figura che il cesto colmo determina e nell'insolito punto di vista equatoriale, in cui il Merisi afferma un interesse per il soggetto inanimato non più periferico e complementare alla figura umana, ma centrale ed esauriente.
Il tema della natura morta è già documentato nell'arte ellenistica dei secoli III e II a.C. e nei mosaici di Pompei, Ercolano e Stabia (sec. I a.C  - I d.C.). Oltre a ciò il tema interessò l'iconografia ricca di richiami evocativo-simbolici dell'arte religiosa. Si affermò come genere autonomo solo negli anni della Controriforma. Negli ultimi decenni del Cinquecento, lo sviluppo della natura morta si inserì all'interno del rinnovamento iconografico della pittura di devozione come conseguenza del riconoscimento, sancito dal Concilio di Trento, della capacità degli elementi naturali di stimolare la devozione religiosa con la loro semplice immediatezza. Nella cultura controriformista si sviluppò il gusto per i soggetti emblematici, allegorici, concettosi, che ebbe una notevole importanza per la fortuna della natura morta.

## Storia
L'opera venne forse commissionata dal cardinale Borromeo, mentre quest'ultimo soggiornava a Roma. Infatti il dipinto è presente nella collezione del cardinale Federico Borromeo già dal 1607, come documenta lo stesso cardinale in un codicillo del 17 di settembre di quell'anno: "Un quadro di lunghezza di un braccio, et di tre quarti all'incirca di altezza, dove in campo bianco è dipinto un Canestro di frutti parte ne rami con lor foglie, et parte spiccati da essi/fra questi vi sono due grappoli di uva, uno di bianca, et / l'altro di nera, fichi, mele, et altri di mano di Michele/ Agnolo da Caravaggio". Il Borromeo fu a Roma una prima volta dall'ottobre 1580 al luglio 1595 e vi tornò nel 1599 sino all'autunno del 1601.  È in questo periodo che Borromeo potrebbe aver conosciuto personalmente il Caravaggio (ospite del cardinale Francesco Maria Del Monte). Nel 1618 Borromeo, divenuto cardinale arcivescovo di Milano, decise di far costruire un edificio destinato alla futura Pinacoteca Ambrosiana, accanto alla preesistente struttura della Biblioteca Ambrosiana, attiva dal 1609. La Canestra venne donata alla Pinacoteca Ambrosiana dal Borromeo a lavori ultimati, unitamente a tutte le opere della sua collezione privata. La tela è menzionata anche nel Musaeum, un volumetto scritto da Federico Borromeo sulla sua collezione privata; tuttavia in quest'opera il cardinale commette l'errore di indicare come il dipinto raffiguri una canestra di fiori e non di frutti. Si tratta di una semplice distrazione, per altro presente in altri passi del volume e la dimostrazione che il cardinale non aveva uno specifico interesse per la fiscella: Cinotti e Calvesi hanno preferito considerare come Federico avesse deliberatamente voluto intendere l'aspetto simbolico e sacrale dello scambio fiori-frutti; Ferdinando Bologna, invece, segnalando come il cardinale indicasse normalmente, senza simbolismi, i dipinti dove comparivano fiori e frutti, precisa come si trattasse di una svista compilativa. Tuttavia nello stesso passo Borromeo elogia la fiscella precisando "Io avrei voluto porgli accanto un altro canestro simile, ma non potendo alcuno raggiungere la bellezza ed eccellenza incomparabile di questo, rimase solo", che però può anche essere indicazione che il mercato dell'arte non era allora in grado di soddisfare, ad un tale livello di mimesis, le richieste della committenza.
Indagini radiografiche hanno confermato che il dipinto è stato realizzato su una tela di recupero, secondo una consuetudine del periodo romano, quando il Caravaggio dipingeva direttamente su precedenti stesure pittoriche, fattore che testimonia la povertà di mezzi che caratterizza la giovinezza del pittore (prima del protettorato presso il cardinale); non è stato dimostrato che il dipinto (un genio alato) nel sostrato della tela sia dello stesso Caravaggio, possibile invece che sia del suo amico Prospero Orsi (non a caso detto "Prosperino delle grottesche" in quanto specialista in questo genere pittorico). Le indagini radiografiche hanno dato modo a Roberto Longhi di poter dire che il dipinto non era in alcun modo il ritaglio di uno più grande e con un soggetto di figura come si riteneva all'epoca della grande mostra milanese del 1951. In questo senso dunque Caravaggio, considerato come ampiamente dimostrato che nature morte autonome già esistevano prima che il pittore realizzasse la fiscella, Ferdinando Bologna ritiene che egli ne fu il promotore convinto e la praticò (sappiamo che nella collezione Del Monte, l'inventario del 1627, figura "un quadretto nel quale vi è una caraffa di fiori", che potrebbe anche essere quella ricordata dal Bellori: "caraffa di fiori con le trasparenze dell'acqua e del vetro e coi riflessi della finestra di una camera").

## Descrizione e iconografia

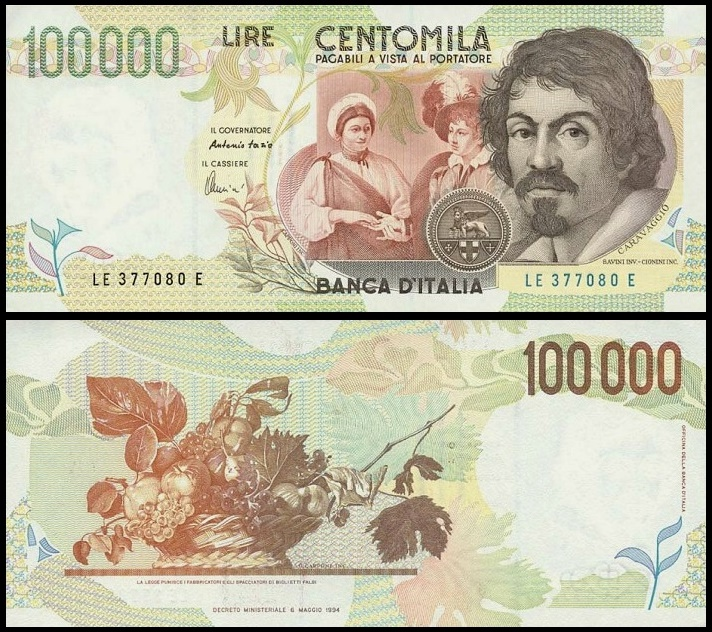
Canestra di frutta raffigurata sulla banconota da 100.000 lire emessa in Italia dal 1994 al 1998

L'opera mostra una canestra definita con precisione analitica e quasi fiamminga negli incastri del vimini, all'interno della quale ci sono frutti e foglie di ogni genere. La cestina sporge impercettibilmente in avanti nel suo tangibile realismo tridimensionale (che si contrappone allo sfondo bidimensionale), come fosse in una situazione precaria, creando un colpo d'occhio che attrae lo spettatore moderno nell'immediato: questa tendenza, così come la presentazione di frutti bacati o intaccati dalle malattie, simboleggia la vanitas dell'esistenza umana, ovvero il richiamo alla caducità della vita, un bene effimero destinato a svanire nel tempo.
Si tratta in realtà di un sipario decontestualizzato, quasi sottratto dal suo reale contesto naturale; anche il realismo è soltanto apparente, poiché sono rappresentati insieme frutti di stagioni diverse, destando nello spettatore la sensazione di una inedita circolarità, affine forse al rispecchiamento di un umile desco da nascita, astrologico.
Il cesto di vimini è rappresentato come se si trovasse in alto rispetto allo sguardo di un ipotetico spettatore, come se fosse posto su una tavola da cui dà l'impressione di sporgere lievemente. La scelta di questo taglio permette alla composizione di far emergere la natura morta attraverso l'uso di uno sfondo chiaro, uniforme e luminoso. La luce sembra provenire da una fonte naturale e svela le gradazioni di colore che differenziano gli acini chiari e acerbi in primo piano e quelli già molto maturi nel grappolo posto dietro la mela bacata (che simboleggia la precarietà delle cose e il trascorrere del tempo), creando un effetto illusionistico di tridimensionalità dell'immagine.
La frutta diventa la protagonista del quadro e acquista un significato ambiguo: ora fresca e fragrante, ora florida e matura, fragile al punto da essere subito intaccata, è ripresa in una cornice di foglie, argentee e rinsecchite, metafora puramente esistenziale e, forse, colta e cristologica. L'artista paragona così la brevità della giovinezza e dell'esistenza umana alla maturazione della frutta e dei fiori.
Una canestra di vimini contenente frutta, prima della fiscella di Caravaggio, è possibile rinvenirla in un'opera di Perin del Vaga e di Giovanni da Udine, nella Madonna del Gruccione Indiano della Galleria Borghese; il bellissimo dipinto della cesta, dopo il restauro del 2007, mostra un precedente importante dell'opera del Merisi, realizzato intorno agli anni '30 del XVI secolo, prima delle opere di Vincenzo Campi, come la Fruttivendola del 1580, che mostra la ricca varietà e abbondanza di frutti, e del Piatto di Pesche di Ambrogio Ficino databile al 1599, che mostra un insieme di frutti integri e ben resi evidenti e godibili dalla luce che ne rivela l'intaccabilità nel tempo e dunque sono un'allegoria visiva del tema della vanitas (opere queste ultime due probabilmente note al Caravaggio). L'associazione della prima canestra all'immagine della Madonna con Bambino potrebbe essere sia un riferimento agli xenia romani, i frutti offerti come omaggio agli ospiti secondo Plinio (un riferimento che possiamo trovare anche nel Giovane con canestro di frutta di Caravaggio), ma stante il tema religioso la cesta ricolma di frutti (ciliegie, pesche, pere e mele) può rappresentare il valore della provvidenza divina secondo quanto ne dice Sant'Ambrogio nel xv cap. dell'Hexameron. La cesta è inoltre associata, sempre secondo Sant'Ambrogio, alla Madonna: come Mosè è stato trovato in una cesta di Vimini, così la Madonna offre il frutto di sé, Gesù, all'umanità. Secondo Maurizio Calvesi nella fiscella i frutti sarebbero legati alla simbologia cristologica. Le nature morte secondo questa tradizione erano due: una legata al culto mariano, sul tipo di quella innanzi detta ed una legata a Cristo. Inoltre la figura del cesto nel Cantico dei Cantici è il simbolo della sposa, ossia della Chiesa: lo sporgere in avanti della cesta verso lo spettatore sarebbe dunque un segno di offerta di sé nei confronti dell'umanità. Va detto del rapporto simbolico che, nello stesso contesto figurativo si attua fra la figura sacra e gli elementi naturali (animati o no), come è palese nella tradizione iconografica e come si può rinvenire nell'opera di Perin del Vaga e Giovanni da Udine, dove i simboli sono rafforzati anche dalla presenza del libro con passi biblici, dall'immagine pensierosa della Vergine, dal lino candido ripiegato che rivela i frutti nella cesta; questo rapporto simbolico non sembra, seguendo le pertinenti osservazioni di Ferdinando Bologna, si attui invece nella figurazione autonoma della natura morta della fiscella un'operazione di simbolismo cristologico che potesse fornire al Borromeo una giustificazione morale all'immagine: egli non vi vede simbolismi né li ritiene prioritari per un'opera d'arte figurativa, ma mostra particolare interesse e piacere per l'imitazione del naturale, per una finzione capace di proiettarlo, in una specie di privato paradiso terrestre e in questo servivano bene le opere paesaggistiche, gli amati dipinti di fiori di Giovanni Brueghel presenti all'Ambrosiana. Ed in questo senso si attuava pienamente quell'interesse per l'illusionismo (il richiamo all'aneddoto raccontato da Plinio sull'uva dipinta da Zeusi i cui acini erano così verosimili che gli uccelli ingannati venivano a beccare gli acini), per la mimesi classicista di cui era permeata la cultura artistica del tempo.
Come detto non era comune, all'epoca, vedere un soggetto simile, ed in questo Caravaggio è veramente iniziatore ed innovatore del concetto di natura morta, preso nella sua unicità e naturalezza ed elevato al rango di una qualunque pittura di storia (motivo che sta alla base di molte critiche che vennero mosse al pittore): ecco infatti che quando il modello del Bacco degli Uffizi se ne va, a lavoro ultimato, sul tavolo permangono i residui della messa in scena, dai bicchieri, alla frutta, alla mosca che salta sulla pera tagliata.
Fu proprio il marchese Vincenzo Giustiniani, che aveva redatto una lista dei generi pittorici suddivisa in dodici livelli (ponendo la natura morta solo al quinto posto), a ricordare nel Discorso sulla pittura, in forma di una lettera all'Amayden, come "il Caravaggio disse che tanta manifattura gli era fare un quadro buono di fiori come di figure". La Canestra riesce ad eliminare la distinzione rinascimentale che vedeva agli opposti margini l'elevatezza della natura umana e l'"inferior natura" che veniva dipinta per svago e personale sollazzo.